# Élections sénatoriales de 1885 en Charente-Inférieure
Les élections sénatoriales de 1885 ont eu lieu le 25 janvier 1885.

## Sénateurs élus
|   | Sénateur élu      |  | Groupe parlementaire |
| - | ----------------- |  | -------------------- |
| 1 | Frédéric Mestreau |  | Républicains         |
| 2 | Pierre Barbedette |  | Républicains         |
| 3 | Émiles Combes     |  | Républicains         |

## Résultats
| Candidat       | Candidat                | Parti              | Premier tour | Premier tour |
| Candidat       | Candidat                | Parti              | Voix         | %            |
| -------------- | ----------------------- | ------------------ | ------------ | ------------ |
|                | Frédéric Mestreau       | Républicain modéré | 549          | 52,99        |
|                | Pierre Barbedette       | Républicain modéré | 546          | 52,70        |
|                | Émiles Combes           | Républicain modéré | 538          | 51,93        |
|                | Alfred de Vast-Vimeux   | Bonapartiste       | 492          | 47,49        |
|                | Jean-Baptiste Boffinton | Bonapartiste       | 486          | 46,91        |
|                | Pierre Roy de Loulay    | Bonapartiste       | 482          | 46,53        |
|                | Divers                  | Divers             | 3            | 0,29         |
|                |                         |                    |              |              |
| Inscrits       | Inscrits                | Inscrits           | 1 041        | 100,00       |
| Votants        | Votants                 | Votants            | 1 036        | 99,52        |
| Abstentions    | Abstentions             | Abstentions        | 5            | 0,48         |
| Blancs et nuls | Blancs et nuls          | Blancs et nuls     | 0            | 0,00         |
| Exprimés       | Exprimés                | Exprimés           | 1 036        | 99,52        |